# Falken från Malta (film)
Falken från Malta (engelska: The Maltese Falcon) är en amerikansk film från 1931 i regi av Roy Del Ruth. I huvudrollerna ses Bebe Daniels, Ricardo Cortez och Dudley Digges. Filmen är baserad på Dashiell Hammetts roman Falken från Malta. Boken har filmats ytterligare två gånger, 1936 som Satan Met a Lady och 1941 som Riddarfalken från Malta.

## Rollista i urval
- Bebe Daniels – Ruth Wonderly
- Ricardo Cortez – Sam Spade
- Dudley Digges – Casper Gutman
- Una Merkel – Effie Perrine
- Robert Elliott – Police Lt. Dundy
- Thelma Todd – Iva Archer
- Walter Long – Miles Archer
- Dwight Frye – Wilmer Cook
- J. Farrell MacDonald – Det. Sgt. Tom Polhaus